# Alice Lenshina
Alice Lenshina, née en 1920, morte en 1978, est une femme zambienne et une prophétesse auto-proclamée.
Elle a fondé et dirigé une secte, la secte Lumpa, qui a embrassé un mélange de croyances et de rituels chrétiens et animistes. Peu de temps après l'indépendance de la Zambie, sous le Président Kenneth Kaunda, elle et ses partisans se sont engagés dans une insurrection contre ce nouveau pouvoir à la tête de la Zambie. Ce soulèvement a été réprimé sévèrement, avec des centaines de morts. Elle a été emprisonnée une dizaine d'années, puis est morte quelques années après sa libération. La secte Lumpa n'a jamais été totalement éradiquée.

## Biographie
Elle est née Alice Mulenga Lubusha en 1920 dans le district de Chinsali, dans la province septentrionale de la Rhodésie du Nord. Alice est son nom de baptême, tandis que Mulenga a été son nom traditionnel africain. Le nom Lenshina est une forme Bemba du mot latin regina (reine). Elle épouse Gibson Nkwale. Après sa mort, elle se remarie avec Petros Chintankwa avec qui elle a cinq enfants. Situé dans une partie isolée de la Rhodésie du Nord, le district de Chinsali est un champ de bataille pour deux missions chrétiennes concurrentes : les Missionnaires catholiques romains d'Afrique (ou Pères Blancs), basés à Llondola à partir de 1934, et l'Église unie libre d'Ecosse, basée à Lubwa à partir de 1905. L'un des missionnaires Lubwa est David Kaunda, le père de Kenneth Kaunda. Pour l'historien Frederick Cooper, « vers 1950, nombre d'africains priaient dans les églises chrétiennes établies et cherchaient à transformer l'humanisme chrétien en une idéologie de libération et de progrès humain ».
Alice Lenshina est membre de l'Église d'Écosse jusqu'à ce qu'elle tombe malade de paludisme cérébral en septembre 1953 et plonge dans un  coma profond. Lorsqu'elle reprend conscience, elle affirme que, pendant son coma, elle a rencontré  Jésus-Christ, qui lui a donné la tâche de diffuser un message spécial. Elle devient l'animatrice d'un mouvement religieux spécifique au sein  à la mission de Lubwa, où elle a été baptisée. Progressivement, ce mouvement tente de constituer une église indépendante, en compétition pour conquérir les âmes avec l'Église Catholique Romaine et l'Église d'Écosse. Elle prêche une doctrine chrétienne avec le baptême comme seule observance. Elle attaque la magie et la sorcellerie, et condamne la consommation d'alcool et la pratique de la polygamie. Un grand temple est construit à Sion (le nom donné à son village natal) en 1958. Cette église ou secte Lumpa a tellement de succès qu'à la fin des années 1950, elle compte jusqu'à 150 000 membres dans les provinces du nord et de l'est de la Rhodésie du Nord. Cette secte rejette l'autorité des « gouvernements terrestres », dans le contexte troublé de la décolonisation. La campagne d'adhésion de l'église est si agressive qu'elle est perçue comme une menace politique par le gouvernement colonial de Rhodésie du Nord,.
Lorsque Kenneth Kaunda réunit les opposants à la colonisation, et forme le Parti de l'indépendance nationale unifiée (UNIP), l'United National Independence Party (UNIP), une rivalité se crée entre la nouvelle église et ce nouveau parti. Le conflit entre l'UNIP et la secte (ou l'église) Lumpa atteint un point culminant de juillet à octobre, en 1964, juste avant l'indépendance de la Rhodésie du Nord. Le 24 juillet 1964, une fusillade éclate entre l'UNIP et  les membres de Lumpa. Les émeutes qui en résultent ne sont réprimées que par l'intervention des troupes de l'État et la proclamation de l'état d'urgence par le nouveau Premier Ministre, Kenneth Kaunda. Environ un millier de personnes meurent dans les affrontements entre les adhérents de l'Eglise Lumpa, les membres de l'UNIP et les forces de sécurité. Environ 15 000 membres de l'Église Lumpa fuient et se réfugient au Congo. Certains d'entre eux ne sont jamais retournés en Zambie. L'église Lumpa est interdite le 3 août 1964 et Alice Lenshina se rend à la police quelques jours plus tard,,.
Lenshina n'a jamais été jugée, mais est restée détenue, à partir d'août 1964. Son mari, Petros Chintankwa (décédé en 1972), est détenu avec elle. En 1965, ils sont transférés dans le district de Kalabo, près de la frontière angolaise, mais ils s'en échappent en octobre 1967. Ils sont  arrêtés, emprisonnés pendant 6 mois puis soumis à libération sous surveillance dans le district de Mkushi. En mai 1970, Kaunda la place de nouveau en détention et ordonne la destruction de l'édifice religieux dans son village natal de Kasomo. Elle est libérée en décembre 1975, mais placée en résidence surveillée à Lusaka. Elle meurt le 7 décembre 1978, alors qu'elle est de nouveau assignée à résidence et est finalement enterrée dans le village de Kasomo. À la fin de sa vie, elle se serait plainte que l'activité politique des années 1950 ait affaibli son message religieux.
L'Église Lumpa continue d'exister après sa mort, mais se divise, et un mouvement persiste sous différentes branches et avec différentes appellations, dont les plus importantes sont l'Église Uluse Kamutola, l'Église de Jérusalem, et l'Église de la Nouvelle Jérusalem.